# Baron (Saône-et-Loire)
Baron é uma comuna francesa na região administrativa de Borgonha-Franco-Condado, no departamento de Saône-et-Loire. Estende-se por uma área de 13,29 km². Em 2010 a comuna tinha 314 habitantes (densidade: 23,6 hab./km²).